# Bernhard Jacob Friedrich von Halem
Bernhard Jacob Friedrich von Halem(-Ilksen), seit 1792 Bernhard Jacob Friedrich Freiherr von Halem(-Ilksen) (* 6. August 1769 oder 1768 in Oldenburg in Oldenburg; † 1. November 1823 in Leipzig) war ein preußischer und französischer Beamter und Übersetzer.

## Leben

### Familie
Bernhard Jacob Friedrich von Halem entstammte dem Adelsgeschlecht von Halem und war der dritte und jüngste Sohn des Oldenburger Stadtsyndikus und späteren Kanzleirats Anton Wilhelm von Halem (1711–1771) und dessen Ehefrau Magdalena Sophia Wardenburg (1733–1809). Seine älteren Brüder waren Gerhard Anton von Halem und Ludwig von Halem.
Er war seit 1789 mit Anna (geb. Michaelis) (1773–1847) verheiratet und fügte seinem Namen später den Namen ihres Großvaters Ilksen bei, nachdem er dessen Fideikommiss übernommen hatte. Seine Ehe blieb kinderlos und nach seinem Tod kehrte seine Ehefrau in das Oldenburgische zurück.

### Werdegang
Nach einem Besuch des Gymnasiums (siehe Altes Gymnasium Oldenburg) in Oldenburg unter dem Rektor Johann Siegmund Manso, immatrikulierte sich Bernhard Jacob Friedrich von Halem 1785 an der Universität Jena zu einem Studium der Rechtswissenschaften und setzte sein Studium an der Universität Halle und 1786 an der Universität Göttingen fort; in Göttingen hörte er die Vorlesungen bei Johann Stephan Pütter, Johann Friedrich Eberhard Böhmer, Georg Friedrich von Martens, August Ludwig von Schlözer, Ludwig Timotheus Spittler und Georg Christoph Lichtenberg.
Nach Beendigung des Studiums kehrte er nach Oldenburg zurück, sah allerdings dort keine berufliche Perspektive und ging darauf nach Berlin. Er erhielt eine Anstellung beim Armeedirektorium (siehe General-Ober-Finanz-Kriegs- und Domainen-Direktorium) und wurde zum Kriegsrat ernannt; im weiteren Zeitverlauf wurde er dort durch Johann Christoph von Woellner gefördert.
Nach einigen Jahren zog es ihn wieder in die Heimat zurück und er erhielt eine Anstellung als Assessor beim Landgericht Neuenburg. Zuvor bereiste er drei Jahre lang als Privatmann Holland, die Niederlande, einen großen Teil von Deutschland und Frankreich. Er hielt sich längere Zeit in Paris auf und wurde durch Girolamo Lucchesini dem Ersten Konsul Napoleon Bonaparte vorgestellt und machte weitere wichtige Bekanntschaften; Hinweise darauf veröffentlichte er in der Zeitschrift Irene seines Bruders Gerhard Anton von Halem, in Genius der Zeit von August Hennings und in den Schleswig-Holsteinischen Blättern für Polizei und Kultur von August Christian Heinrich Niemann.
Nach einigen Jahren erfolgte seine Versetzung nach Delmenhorst; dort blieb er bis 1811; in diesem Jahr besetzten die Franzosen das Hanseatische Departement und er erhielt den Posten eines Generalsekretärs des Weser-Departements. Auf Vorschlag des Präfekten, Graf Philipp Karl von Arberg, wurde er zu einem der elf Abgeordneten des hanseatischen Departements ernannt, wenige Tage später wurde er dann jedoch Spezialkommissar des Kaisers Napoleon Bonaparte, und war für die Aushebung von dreitausend Seeleuten für die französische Kriegsmarine im Departement der Wesermündungen zuständig, sodass sein ältester Bruder für ihn die Aufgabe des Abgeordneten in Paris übernahm und Bernhard Jacob Friedrich von Halem seinen Sitz in Bremen nehmen konnte.
1813 setzte er sich erfolglos dafür ein, dass sein Schul- und Jugendfreund, der Kanzleirat und Departementsrat Albrecht Ludwig von Berger, der von einem Kriegsgericht zum Tod verurteilt worden war, begnadigt wurde.
Er folgte, nach der Völkerschlacht bei Leipzig, 1813 den französischen Truppen nach Paris, weil er sich durch den Umgang mit den französischen Behörden dort wohler fühlte; hierbei wurde er auch durch die Anfeindungen wegen seines französischen Umgangs an seinem Wohn- und Arbeitsort in Deutschland bestärkt.
In Paris wurde er durch Jean-Jacques Régis de Cambacérès wegen seiner Umgänglichkeit und Geschäftstüchtigkeit so geschätzt, dass dieser ihn als Präfekten eines kleinen Departements einsetzen wollte.
Nach dem Einmarsch der Alliierten in Paris am 31. März 1814 (siehe Schlacht bei Paris#Die Tage danach), blieb er noch bis August 1814 dort und stand dabei unter dem Schutz des Fürsten Karl August von Hardenberg. Aufgrund der bevorstehenden Reformen, ging er, ausgestattet mit einem Zeugnis des französischen Innenministers François Xavier de Montesquiou-Fézensac, nach Deutschland zurück, musste jedoch seine Güter und den Rest seines Vermögens den Gläubigern überlassen, sodass ihm nur noch eine kleine Leibrente aus dem Vermögen seiner Ehefrau verblieb.
Er entschloss sich, seinen Unterhalt durch Übersetzungen aus den neuen sowie den alten Sprachen zu sichern und lebte darauf kurz in Leipzig, ging dann nach Jena und kehrte darauf 1816 wieder nach Leipzig zurück.

### Schriftstellerisches Wirken
Bernhard Jacob Friedrich von Halem übersetzte Werke aus der Politik, von Reisen, Erdbeschreibungen und Geschichte aus dem Englischen, Französischen und Italienischen, unter anderem 1820 Henry Hallams zweibändige Geschichte des Mittelalters, 1821 die Historische Entwicklung der Ursachen und Wirkungen des Rheinbundes von Girolamo Lucchesini und die Geschichte der brittischen Revolution von 1688 bis 1689 von George Moore sowie zwölf Bände von Walter Scott; dazu veröffentlichte er auch Auszüge aus ausländischen Werken in verschiedenen Zeitschriften.
Er diktierte seine verschiedensprachigen Übersetzungen gleichzeitig zwei Schreibern.
Seine Übersetzungen wurden auch nach seinem Tod noch mehrfach aufgelegt.

## Mitgliedschaften
Bernhard Jacob Friedrich von Halem war Mitglied der Literarischen Gesellschaft in Oldenburg.
Er war seit seiner Studienzeit in Göttingen Mitglied im Unitistenorden.

## Auszeichnungen
Bernhard Jacob Friedrich von Halem wurde zum Ritter der Ehrenlegion ernannt.

## Schriften (Auswahl)
- Henry Hallam; Bernhard Jacob Friedrich von Halem: Geschichtliche Darstellung des Zustandes von Europa im Mittelalter.
  - 1. Band. Leipzig, 1820 (Digitalisat).
  - 2. Band. Leipzig, 1821 (Digitalisat).
- Girolamo Lucchesini; Bernhard Jacob Friedrich von Halem: Historische Entwicklung der Ursachen und Wirkungen des Rheinbundes.
  - 1. Teil. Leipzig, 1821 (Digitalisat).
  - 2. Teil, 1. Band. Leipzig, 1825 (Digitalisat).
  - 2. Teil, 2. Band. Leipzig, 1825 (Digitalisat).
- Claude Denis Raffenel; Bernhard Jacob Friedrich von Halem: Geschichte der Ereignisse in Griechenland seit dem Ausbruch der ersten Unruhen bis zur Mitte dieses Jahres. Leipzig, 1822 (Digitalisat).
- Jean Joseph Paris; Bernhard Jacob Friedrich von Halem: Betrachtungen über die jetzige Crise des ottomanischen Reichs, ihre wirkenden Ursachen und wahrscheinlichen Folgen. Leipzig, 1822 (Digitalisat).
- George Moore: Geschichte der brittischen Revolution von 1688 bis 1689. Leipzig, 1822 (Digitalisat).
- Walter Scott; Bernhard Jacob Friedrich von Halem: Kenilworth.
  - 1. Teil. Leipzig, 1823 (Digitalisat).
  - 2. Teil. Leipzig, 1823 (Digitalisat).
- Walter Scott; Bernhard Jacob Friedrich von Halem: Peveril vom Gipfel.
  - 1. Teil. Leipzig, 1823 (Digitalisat).
  - 2. Teil. Leipzig, 1823 (Digitalisat).
  - 3. Teil. Leipzig, 1824 (Digitalisat).
- Walter Scott; Bernhard Jacob Friedrich von Halem: Quentin Durward.
  - 1. Teil. Leipzig, 1824 (Digitalisat).
  - 2. Teil. Leipzig, 1824 (Digitalisat).
  - 3. Teil. Leipzig, 1824 (Digitalisat).
- Walter Scott; Bernhard Jacob Friedrich von Halem: Nigels Schicksale. 2. Auflage. Philadelphia, 1852 (Digitalisat).
- Walter Scott; Bernhard Jacob Friedrich von Halem: Waverley, oder so war’s vor sechzig Jahren.
  - 1. Band. Leipzig, 1825 (Digitalisat).
  - 2. Band. Leipzig, 1823 (Digitalisat).